# Andrea Cistana
Andrea Cistana (Brescia, 1º aprile 1997) è un calciatore italiano, difensore dello Spezia.

## Carriera

### Club

#### Inizi e Ciliverghe
Cresciuto nelle giovanili del Brescia, durante le stagioni 2014-15 e 2015-16 riceve le prime convocazioni in prima squadra, senza però giocare.
Il 1º settembre 2016, a 19 anni, si trasferisce in prestito al Ciliverghe Mazzano in Serie D. Dieci giorni dopo fa il suo esordio in campionato contro il Fanfulla, partendo dal primo minuto.
Il 9 ottobre sigla la sua prima rete in campionato contro il Virtus Bergamo, segnando il gol del 3-3 al 90' minuto.

#### Brescia e prestito al Prato
Al termine della stagione ritorna al Brescia, dove non viene mai utilizzato in prima squadra. Il 31 gennaio 2018 si trasferisce, nuovamente in prestito, al Prato in Serie C. Il successivo 18 febbraio esordisce in campionato contro la Carrarese, entrando al 54' minuto al posto di Daniele Ghidotti.

#### Brescia
Di ritorno al Brescia, il 10 settembre 2018 rinnova il contratto con le Rondinelle fino al 2021. Cinque giorni dopo esordisce in Serie B sul campo del Pescara, partendo dal primo minuto.
Durante la stagione diventa un punto stabile della squadra. Ottiene 30 presenze e contribuisce alla vittoria del campionato e alla promozione del Brescia nella massima serie.
Esordisce in Serie A il 25 agosto 2019, a 22 anni, nella partita vinta per 1-0 in trasferta contro il Cagliari alla prima giornata di campionato; mentre segna la sua prima rete in massima serie il 15 settembre seguente, nella sconfitta interna per 3-4 contro il Bologna. Il 9 febbraio 2020 rimedia un infortunio al tendine che lo tiene fuori fino a fine stagione, alla fine della quale il club lombardo retrocede nuovamente in cadetteria.
Nell'ottobre successivo un'operazione alla rotula lo costringe a star fuori fino al 27 febbraio 2021, quando torna in campo in qualità di capitano delle rondinelle, nel corso della gara di Serie B contro l'Entella.
Nel corso della stagione 2022-2023 soffre molto i continui infortuni, giocando solo 17 partite nella stagione regolare; la sua assenza per lunghi periodi influenza l'andamento della difesa biancoblu. Il 29 ottobre 2022, nella sfida di campionato contro il Genoa (1-1), segna la rete del pareggio al 94' e poi salva il possibile 2-1 genoano.
A fine stagione non riesce ad evitare la retrocessione in Serie C, avvenuta per mano del Cosenza dopo la sconfitta ai play-out, salvo poi venire riammessi per completamento dell'organico.
Il 3 luglio 2025 rimane svincolato a seguito della messa in liquidazione della società lombarda.

#### Spezia
Il 31 luglio 2025 viene acquistato dallo Spezia.

### Nazionale
L'8 novembre 2019 riceve la sua prima convocazione in nazionale da parte del c.t. Roberto Mancini, in vista delle sfide contro Bosnia-Erzegovina e Armenia, valevoli per le qualificazioni a Euro 2020.

## Statistiche

### Presenze e reti nei club
Statistiche aggiornate al 13 maggio 2025.
| Stagione        | Squadra         | Campionato      | Campionato | Campionato | Coppe nazionali | Coppe nazionali | Coppe nazionali | Coppe continentali | Coppe continentali | Coppe continentali | Altre coppe | Altre coppe | Altre coppe | Totale | Totale |
| Stagione        | Squadra         | Comp            | Pres       | Reti       | Comp            | Pres            | Reti            | Comp               | Pres               | Reti               | Comp        | Pres        | Reti        | Pres   | Reti   |
| --------------- | --------------- | --------------- | ---------- | ---------- | --------------- | --------------- | --------------- | ------------------ | ------------------ | ------------------ | ----------- | ----------- | ----------- | ------ | ------ |
| 2016-2017       | Ciliverghe      | D               | 28         | 1          | CI-D            | 0               | 0               | -                  | -                  | -                  | -           | -           | -           | 28     | 1      |
| 2017-gen. 2018  | Brescia         | B               | 0          | 0          | CI              | 0               | 0               | -                  | -                  | -                  | -           | -           | -           | 0      | 0      |
| gen.-giu. 2018  | Prato           | C               | 10         | 0          | CI-C            | -               | -               | -                  | -                  | -                  | -           | -           | -           | 10     | 0      |
| 2018-2019       | Brescia         | B               | 30         | 0          | CI              | 0               | 0               | -                  | -                  | -                  | -           | -           | -           | 30     | 0      |
| 2019-2020       | Brescia         | A               | 21         | 1          | CI              | 0               | 0               | -                  | -                  | -                  | -           | -           | -           | 21     | 1      |
| 2020-2021       | Brescia         | B               | 13+1       | 1          | CI              | 0               | 0               | -                  | -                  | -                  | -           | -           | -           | 14     | 1      |
| 2021-2022       | Brescia         | B               | 37+1       | 4          | CI              | 1               | 0               | -                  | -                  | -                  | -           | -           | -           | 39     | 4      |
| 2022-2023       | Brescia         | B               | 17+2       | 2          | CI              | 2               | 0               | -                  | -                  | -                  | -           | -           | -           | 21     | 2      |
| 2023-2024       | Brescia         | B               | 22+1       | 0          | -               | -               | -               | -                  | -                  | -                  | -           | -           | -           | 23     | 0      |
| 2024-2025       | Brescia         | B               | 22         | 1          | CI              | 1               | 0               | -                  | -                  | -                  | -           | -           | -           | 23     | 1      |
| Totale Brescia  | Totale Brescia  | Totale Brescia  | 162+5      | 9          |                 | 4               | 0               |                    | -                  | -                  |             | -           | -           | 171    | 9      |
| 2025-2026       | Spezia          | B               | 0          | 0          | CI              | 0               | 0               | -                  | -                  | -                  | -           | -           | -           | 0      | 0      |
| Totale carriera | Totale carriera | Totale carriera | 205        | 10         |                 | 4               | 0               |                    | -                  | -                  |             | -           | -           | 209    | 10     |

## Palmarès

### Club

#### Competizioni nazionali
- Campionato italiano di Serie B: 1

Brescia: 2018-2019